# (1729) Beryl
(1729) Beryl ist ein Asteroid des Hauptgürtels, der am 19. September 1963 am Goethe-Link-Observatorium entdeckt wurde.
Der Asteroid ist nach Beryl Potter (1901–1985), die von 1949 bis 1966 maßgeblich am Kleinplaneten-Beobachtungsprogramm der Indiana University beteiligt war, benannt.